# Daniel Heber
Daniel Heber (* 4. Juli 1994 in Neuss) ist ein deutscher Fußballspieler. Der Innenverteidiger steht derzeit beim 1. FC Magdeburg unter Vertrag.

## Karriere

### Jugendbereich
In der Jugend spielte Daniel Heber bis 2008 in den Jugend-Mannschaften des SVG Neuss-Weißenberg und qualifizierte sich dort auch für die Niederrheinauswahl. In seinem letzten Jahr bei den C-Junioren wechselte er in die Jugend von Rot-Weiss Essen. Bei RWE spielte er in den B- und A-Junioren Bundesligamannschaften bzw. stieg mit den A-Junioren in selbige auf. In Hebers letzter A-Junioren-Saison zog es ihn aufgrund der besseren Perspektive für den Seniorenbereich zum VfL Bochum. Nach seiner Juniorenzeit wechselte er in die Regionalliga-Mannschaft des VfL Bochum.

### Seniorenbereich
Nach einer Saison in der Regionalliga-Mannschaft (2013/14) des VfL Bochum gab es für Heber dort keine Zukunft mehr. Bei einem Probetraining beim SV Waldhof Mannheim zog sich Heber im Sommer 2014 einen Kreuzbandriss zu und musste anschließend bis zum Ende der Saison verletzungsbedingt pausieren. Im Sommer 2015 gab ihm Rot-Weiß Oberhausen in der zweiten Mannschaft erneut eine Chance. Nach einer Saison in der Oberliga-Mannschaft der Kleeblätter bekam er die Möglichkeit, sich in der 1. Mannschaft zu beweisen. Diese Chance nutzte Heber und etablierte sich in den folgenden zwei Saisons mit regelmäßigen Einsätzen in der Regionalliga-Mannschaft und gewann mit den Rot-Weiß Oberhausen 2018 den Niederrheinpokal. Anschließend wechselte Daniel Heber zu Rot-Weiss Essen. Mit Rot-Weiss Essen gewann er 2020 erneut den Niederrheinpokal und stieg 2022 in die 3. Liga auf. 
Im Januar 2023 wechselte er zum Zweitligisten 1. FC Magdeburg.

## Erfolge
Rot-Weiß Oberhausen
- Sieger Niederrheinpokal: 2017/18

Rot-Weiss Essen
- Sieger Niederrheinpokal: 2019/20
- Meister der Regionalliga West: 2021/22